# Czyrwonaja Zorka (rejon dzierżyński)
Czyrwonaja Zorka (biał. Чырвоная Зорка; ros. Чирвоная Зорька, Czirwonaja Zorka; hist. pol. Kamienny Uhoł) – wieś na Białorusi, w obwodzie mińskim, w rejonie dzierżyńskim, w sielsowiecie Dobryniewo, przy drodze magistralnej M1.

## Historia
W XIX i w początkach XX w. zaścianek położony w Rosji, w guberni mińskiej, w powiecie mińskim.
Po I wojnie światowej pod administracją polską, w Zarządzie Cywilnym Ziem Wschodnich, w okręgu mińskim, w powiecie mińskim.
W wyniku postanowień traktatu ryskiego znalazł się w granicach Związku Sowieckiego. W latach 1932–1937 w Polskim Rejonie Narodowym im. Feliksa Dzierżyńskiego. Od 1991 w niepodległej Białorusi.